# Port Angeles East
Port Angeles East az Amerikai Egyesült Államok északnyugati részén, Washington állam Clallam megyéjében elhelyezkedő település.
Port Angeles East önkormányzattal nem rendelkező, úgynevezett statisztikai település; a Népszámlálási Hivatal nyilvántartásában szerepel, de közigazgatási feladatait Clallam megye látja el. A 2010. évi népszámlálási adatok alapján 3036 lakosa van.

## Népesség
A település népességének változása:
| Lakosok száma | 3053 | 3036 | 3159 |
|               | 2000 | 2010 | 2020 |